# Coenosia strigipes
Coenosia strigipes är en tvåvingeart som beskrevs av Stein 1916. Coenosia strigipes ingår i släktet Coenosia och familjen husflugor. Inga underarter finns listade i Catalogue of Life.